# Ramón Ramírez
Jesús Ramón Ramírez Ceceña (Tepic, 5 december 1969) is een Mexicaans voetballer die als middenvelder speelde.
Hij is een van de  spelers die het meeste voor het Nationaal voetbalteam van Mexico speelde. en voor het eerst speelde als middenvelder voor Chivas USA in het Major League Soccer (USA).
Ramirez was bedoeld om een van de beste Mexicaanse spelers te worden sinds Hugo Sánchez  maar verschillende blessures dreigden en stopte zijn loopbaan meerdere malen. Hij was in de jaren negentig een van de beste Mexicaanse voetballers, maar ondanks de speculaties rond zijn talenten verhuisde hij nooit naar Europa om te spelen voor een veel meer competitieve club.

## Clubcarrière
Ramirez startte zijn carrière in Santos Laguna in 1990, en vanaf het begin vertoonde hij zijn vaardigheden in het middenveld. Zijn talent maakte hem een van de meest veelbelovende spelers van die tijd, en werd beloond met een oproep voor het nationale voetbalteam van Mexico in 1991.
In het seizoen 1991-1992, in een wedstrijd tegen America, heeft Carlos Alberto "El Escorpión" Carrillo, een verdediger van dat team Zijn botten tibia en fibula gebroken. Dit heeft hem veroorzaakt om de Barcelona 1992 Olympische Spelen te missen met het team van Mexico en een gebrek aan vorm na het fysieke herstel. Hij slaagde erin om na enkele maanden terug te komen, met briljante displays met Santos Laguna, en in 1993 heeft hij zijn plek in het nationale team hersteld. Hij speelde met Santos Laguna tot 1994, waarin hij de finale van het Mexicaanse toernooi speelde, die hij tegen Tecos UAG verloor.
Zijn prestaties in de internationale toernooien waarin het nationale team van Mexico deelnam, trok de aandacht van verschillende teams en in 1994 (nadat hij in de finale met Santos Laguna speelde) werd hij overgebracht naar Guadalajara, een van De grootste clubs in Mexico. Met dit team leefde hij zijn beste displays op het veld. Dit culmineerde in 1997, toen hij het kampioenschap van het Mexicaanse toernooi kreeg. In 1998 speelde hij nog een finale met Guadalajara tegen Necaxa, maar deze keer verloor hij. In 1999, na veel speculatie en geruchten, werd hij tegen zijn wil overgebracht naar Club America, de grootste rivaal van Guadalajara, een team waar hij een idool was voor de fans. Dit heeft veel controverse veroorzaakt, aangezien hij een emblematische speler van zijn team was.
In 2000, toen hij reisde voor een oproep van het nationale team bij te wonen, had hij een auto-ongeluk waarin 4 personen stierven. Dit ongeval heeft hem een groot gebrek aan vorm veroorzaakt.
Voor het zomer 2002 seizoen keerde hij terug naar zijn geliefde team Guadalajara. Constante blessures hebben hem veroorzaakt verschillende wedstrijden te missen, maar weer vertoonde hij zijn talent, hoewel onregelmatig. Hij bereikte de finale van het Clausura 2004-seizoen, maar verloor op strafschoppen tegen Pumas UNAM. Aan het eind van het seizoen Clausura 2004 is hij speler van Chivas USA.
Bij Chivas USA speelde hij het laatste deel van zijn carrière, de aanvoerder van het team. Waarna hij in 2007 stopte.

## Interlandcarrière
Ramírez werd in 1991 voor het eerst opgeroepen voor de Mexicaanse nationale ploeg. Door een dubbele beenbreuk stokte zijn interlandcarrière even, maar vanaf 1993 werd hij basisspeler in het elftal van toenmalig bondscoach Miguel Mejía Barón. Zijn eerste grote toernooi was de Copa América in Ecuador. Barón gebruikte hem tijdens dit toernooi als verdediger. Mexico bereikte de finale, waarin het verloor van Argentinië. Een jaar later speelde hij zijn eerste CONCACAF Gold Cup, waarin Mexico zegevierde.
Ook nam Ramírez deel aan het Wereldkampioenschap voetbal 1994 in de Verenigde Staten. Mexico doorstond de poule met Ierland, Italië en Noorwegen. In de achtste finale ging het echter mis tegen Bulgarije, dat na een 1-1 eindstand de strafschoppen beter nam. Tijdens de Copa América van 1995 was Ramírez opnieuw aanwezig, maar een groot succes werd dit toernooi niet: in de kwartfinale werd Mexico uitgeschakeld door de Verenigde Staten. Twee jaar later, in 1997, ontbrak Ramírez op de Copa América in Bolivia. Tussentijds legde hij nog wel beslag op de Gold Cup van 1996, door in de finale Brazilië te verslaan.
In 1998 nam bondscoach Manuel Lapuente hem mee naar het Wereldkampioenschap voetbal 1998 in Frankrijk, enkele maanden nadat Mexico voor de derde maal op rij beslag had gelegd op de Gold Cup. Wederom wist de Mexicaanse ploeg de groepsfase te overleven en ging zij samen met Nederland door naar de knock-out-fase. In de laatste groepswedstrijd, die tegen Nederland, kreeg Ramírez vlak voor tijd een rode kaart van scheidsrechter Abdul Rahman Al-Zeid. De achtste finale tegen Duitsland, waarin Mexico met 3-0 werd verslagen, ging hierdoor aan zijn neus voorbij. In 1999 kwam een nieuwe hoofdprijs met zijn land er alsnog: Mexico bereikte de finale van de FIFA Confederations Cup en versloeg daarin Brazilië. Ramírez speelde de gehele wedstrijd mee als linkermiddenvelder.
In 2000 kwam Ramírez voor het laatst uit voor de nationale ploeg van Mexico. Hij kwam tot 121 interlands, waarin hij vijftien keer scoorde.

### Onderscheidingen

#### Club
Guadalajara
- Primera División de México(1): 1999

#### International
Mexico
- FIFA Confederations Cup (1): 1999
- CONCACAF Gold Cup (3): 1993, 1996, 1998